# Podargus ocellatus
Podargus ocellatus е вид птица от семейство Podargidae.

## Разпространение
Видът е разпространен в Австралия, Индонезия и Папуа Нова Гвинея.